# Gunnar Svane
Gunnar Olaf Svane (født 25. september 1927 i København, død 22. juni 2012) var en dansk sprogforsker. 
Han blev mag.art. i 1950 og dr.phil. i 1958. Han var professor på Aarhus Universitet.
Gunnar Svane forskede og underviste i slavisk filologi, men også i relationen mellem serbisk og albansk.
Blandt hans udgivelser kan fremhæves en oversættelse og kommentar til Konstatin fra Kostenec: Den serbiske Despot Stefan Lazarevics liv og levned (1975). Bogen omhandler tiden efter Slaget på Solsortesletten i Kosovo i 1389. Af nyere udgivelser bør nævnes hans oversættelse af den kinesiske historiker Sima Quians historiske optegnelser (2007).
Gunnar Svane deltog bl.a. i konferencer i Albanien, og nogle af hans artikler blev udgivet på albansk.

## Ekstern henvisning
- Konstantin fra Kostenec: Den serbiske Despot Stefan Lazarevics liv og levned. Oversat og kommenteret af Gunnar Svane.
- Gunnar Svane, "Slavische Lehnwörter im Albanischen", Acta Jutlandica LXVIII, (Humanistische Reihe 67.), Aarhus 1992